# Els Baells (Erinyà)
Els Baells, és un camp de conreu allargassat del terme municipal de Conca de Dalt, al Pallars Jussà, a l'antic terme de Toralla i Serradell, en el territori del poble d'Erinyà.
Està situat al sud-oest d'Erinyà, a l'esquerra del riu de Serradell. És a migdia de la Creu i al sud-oest del Riu d'Aparici.